# هيو شو (لاعب كرة قدم)
هيو شو (بالإنجليزية: Hugh Shaw)‏ (1895 - 1976 بإدنبرة في المملكة المتحدة) هو مدرب كرة قدم ولاعب كرة قدم بريطاني في مركز نصف الجناح. لعب مع نادي هيبرنيان.